# Universidade Mount Allison
A Universidade Mount Allison é uma universidade canadense de artes liberais e ciências, principalmente de graduação, localizada em Sackville, em Novo Brunswick. Ela foi classificado como a melhor universidade de graduação do Canadá 20 vezes nos últimos 28 anos pela revista Maclean, um registro incomparável com o de qualquer outra universidade. Com uma proporção de 17: 1 entre estudantes e professores, o tamanho médio das turmas no primeiro ano é de 60 anos e as classes no ano médio têm uma média de 14 alunos.